# Emathea
Emathea es un género de insecto coleóptero de la familia Chrysomelidae.

## Especies
Las especies de este género son:
- Emathea aeneipennis (Baly, 1865)
- Emathea aptera Kimoto, 1989
- Emathea balyi (Jacoby, 1896)
- Emathea fulvicornis (Jacoby, 1896)
- Emathea intermedia (Jacoby, 1899)
- Emathea jacobyi (Duvivier, 1884)
- Emathea moseri Weise, 1922
- Emathea punctata (Allard, 1889)
- Emathea subrugosa (Jacoby, 1896)
- Emathea violaceipennis (Baly, 1890)